# 邵武卫
邵武卫是明代至清初的一处卫所。
洪武元年（1368年）置，治所在今福建省邵武市东南，属福建行都指挥使司管辖，清顺治十八年（1661）废。